# VTB
Vnechtorgbank (VTB) (en russe : Внешторгбанк (ВТБ), contraction de Банк Внешней Торговли ou « banque de commerce étranger ») est la seconde banque de Russie avec près de 14,53 milliards de dollars d'actifs gérés, derrière Sberbank.

## Historique
En août 2006, cette banque publique, proche du Kremlin, a acquis 5 % des titres d'EADS.
Ces titres reviendront plus tard au consortium OAK, dans lequel EADS possède 10 % d'IRKOUT. En France, elle a repris les affaires de l'ancienne banque soviétique Banque Commerciale pour l'Europe du Nord – Eurobank.
En 2007, VTB était détenue en totalité par l'État russe. En 2011, elle a été partiellement privatisée à hauteur de 10 %.
Elle détient depuis 2011 94,84 % de la Banque de Moscou, qui a été privatisée la même année.
En décembre 2022, VTB annonce l'acquisition de la banque Otkritie à la banque centrale russe pour 340 milliards de roubles, ce qui correspond à 4,7 milliards de dollars. La banque VTB (PJSC) a 22 succursales et 4 bureaux de représentation dans 13 régions de la Russie et 5 pays à l'étranger.
VTB annonce, pour 2022, une perte de 612,6 milliards de roubles, soit environ 7 milliards d'euros. La banque explique ces pertes par les sanctions à la suite de  l'invasion de l'Ukraine par la Russie, dont son exclusion du système de paiements international Swift.

## Principaux actionnaires
Au 4 avril 2020.
| KBC Asset Management            | 4,39%  |
| Dimensional Fund Advisors       | 0,33%  |
| The Vanguard Group              | 0,28%  |
| Van Eck Associates              | 0,25%  |
| BlackRock Fund Advisors         | 0,24%  |
| BlackRock Investment Management | 0,14%  |
| BlackRock Advisors              | 0,097% |
| BNP Paribas Asset Management    | 0,079% |
| DWS Investment                  | 0,071% |
| Mellon Investments              | 0,067% |